# ヴェノーヴァ
ヴェノーヴァ（Venova）は、ヤマハによって開発・製造されている管楽器である。クラリネットやサクソフォーンの様に一枚のリードで音色を発生させる木管楽器 で、名称はラテン語で「風」を意味する「ventus」と「新しい」を意味する「nova」に由来する。

## コンセプト
ヴェノーヴァ開発の着想は、サクソフォーンなど古典的な木管楽器に引けを取らない音質とダイナミクスを持つ、覚え易くて小型の管楽器を作り出すことであった。分岐管を採用することで円筒管構造ながら円錐管楽器と同等の音質を実現した上、管を蛇行させる事でホールを手で届く範囲に収めかつ全体のサイズを小さくまとめている。ヴェノーヴァは小型で頑強な旅行用演奏道具に位置付けられる。

## 特徴
ヴェノーヴァの運指はリコーダーの運指に対応し、マウスピースは通常のVenovaはソプラノサックス、Alto Venovaはアルトサックス、Tenor Venovaはテナーサックスのものと同一である。コンパクトなボディと、ABS樹脂製ゆえに湿気に強く水道で洗う事が出来るなどメンテナンスが容易さが外観上の特徴である。
VenovaとTenor VenovaはC～C（Tenorは1オクターブ低い）、Alto VenovaはF〜Fの半音階2オクターブ楽器であり、サクソフォーンのようにオクターブキーを備える。1977年に日本音響学会で発表された「円筒を分岐させることで、円錐型をしているサクソフォーンの音色に近づけることが出来る」という論文 のノウハウを応用 した結果、ヴェノーヴァは開口部との距離を短縮するために湾曲した形状と分岐管を持つという独特のスタイルとなっている。この独自構造により、クラリネットと同様の直管でありながらサクソフォーンのような深い音質を保つことが可能となっている。
なお、Alto VenovaとTenor Venovaは清掃、収納時に管体を2分割できるようになっている。